# Jade River
Le Jade River est un navire de dragage à élinde traînante appartenant à Decloedt & Zoon Baggerwerken et qui est affrété par le groupe DEME (en). Ces opérations consistent essentiellement à maintenir et/ou à approfondir une profondeur donnée dans les chenaux et des ports. Son rayon d'action est actuellement localisé sur la côte belge, l'Escaut et les ports belges (y compris le port d'Anvers).

## Histoire
Construite en 1978 par le chantier naval Beliard Murdoch Oostende, la drague a été complètement rénovée en 1994 par le chantier naval Fulton Marine Ruisbroek dans le but de moderniser son équipement.
Beliard Murdoch a commencé la construction du Jade River en 1977. Le navire fut lancé l'année suivante (en 1978) pour finalement être livré en 1979 à l'entreprise de dragage Decloedt & Zoon Baggerwerken.

## Caractéristiques[4]

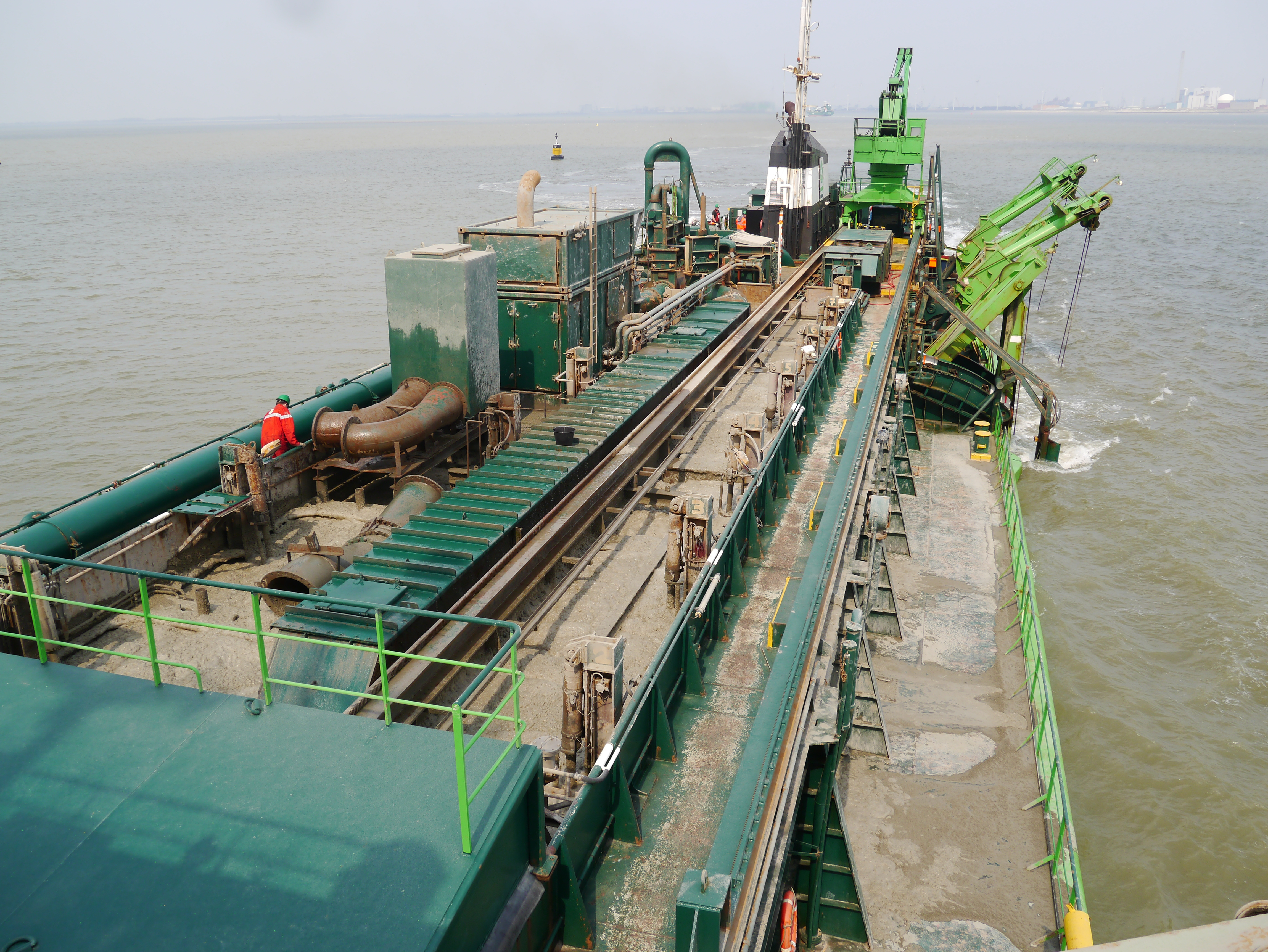
Vue sur le pont principal.

Le Jade River est une drague porteuse à élinde traînante pouvant draguer à fond marin jusqu'à 31 mètres de profondeur. Cela lui permet d'opérer aisément sur tout le littoral belge ainsi que dans la Manche.
Comme il s'agit d'une drague porteuse hydraulique, le navire dispose d'une trémie ayant un volume de chargement de 3 281 m3 et une capacité de chargement de 5 636 T. De par ses dimensions, le Jade River est considéré comme une drague de taille modeste.
Il possède trois moteurs : deux moteurs TBD 500 et un moteur TBD 601. Tous ont été construits par MWM GmbH. Le premier moteur TBD 500 permet de mouvoir le navire ; il est donc relié aux deux hélices bâbord et tribord. Le deuxième moteur TBD 500 permet d'actionner les pompes de dragage. Pour finir, le moteur TBD 601 permet de créer de l'électricité via des générateurs.
Le navire peut être muni d'un système de positionnement dynamique.

## Chargement/déchargement
Une pompe centrifuge est reliée à l'arbre du moteur principal pour aspirer les sédiments par le bec d'élinde.

### Chargement
Le Jade River se remplit grâce à son élinde traînante unique, dont la tête de dragage a un diamètre de 90 cm. Selon le type de matières qu'elle absorbe, l'opération de dragage à proprement parler dure entre 45 et 60 minutes avant que la trémie soit complètement remplie.

### Déchargement
Le déchargement peut se faire de deux manières différentes, selon que le contenu de la trémie est déchargé à terre (par refoulement) ou en mer (par clapage).
Pour décharger le contenu en mer, le fond de la trémie est pourvu de dix-huit portes qui s'ouvrent en coulissant vers l'arrière du navire (neuf portes à tribord et neuf portes à bâbord). Le contenu s'échappe par les portes par simple effet de la gravité. Pour vider correctement et rincer la trémie, de l'eau de mer est injecté en grande quantité à l'aide de la pompe de dragage (à l'instar du principe de la chasse d'eau).
Dans le cas où le contenu de la trémie doit être déchargé à terre, il est possible de relier la drague à la terre par un tuyau flexible. La connexion se fait à la proue du navire et c'est la pompe de dragage du navire qui décharge le contenu de la trémie à terre.